# Цезий-134
Це́зий-134 — радиоактивный изотоп химического элемента цезия с атомным номером 55 и массовым числом 134. Образуется исключительно в процессе цепной реакции в атомных реакторах и ядерном оружии.
По сравнению с другим радиоактивным изотопом — цезием-137 обладает существенно более коротким периодом полураспада (~2 лет) и, соответственно, более высокой удельной активностью. Так, активность одного грамма этого нуклида составляет приблизительно 4,7⋅1013 Бк. Этот факт, а также более жёсткое по сравнению с Cs-137 гамма-излучение делают нуклид цезий-134 одним из наиболее опасных элементов при радиационных авариях. Цезий интенсивно сорбируется почвой и донными отложениями; в воде находится преимущественно в виде ионов, накапливается в растениях и животных, включая человека.

## Образование и распад
Единственным источником образования цезия-134 является цепная ядерная реакция деления ядер урана-235 или плутония-239. При этом ядро цезия-134 образуется либо как один из непосредственных осколков деления, либо путём захвата нейтрона стабильным изотопом 133Cs.
{\displaystyle \mathrm {{}^{1}{}_{55}^{33}Cs} +{}_{0}^{1}n\rightarrow \mathrm {{}^{1}{}_{55}^{34}Cs} +\gamma \,.}
Распадается же цезий-134 практически всегда путём β−-распада, хотя существует очень малая (~3⋅10-6) вероятность распада путём захвата электрона:
{\displaystyle \mathrm {{}^{1}{}_{55}^{34}Cs} \rightarrow \mathrm {{}^{1}{}_{56}^{34}Ba} +e^{-}+{\bar {\nu }}_{e}\,;}
{\displaystyle \mathrm {{}^{1}{}_{55}^{34}Cs} +e^{-}\rightarrow \mathrm {{}^{1}{}_{54}^{34}Xe} +{\nu }_{e}\,.}